# Epipactis barreana
Epipactis barreana är en orkidéart som beskrevs av Brigitte Baumann och Helmut Baumann. Epipactis barreana ingår i släktet knipprötter, och familjen orkidéer.
Artens utbredningsområde är Italien. Inga underarter finns listade i Catalogue of Life.